# Well House
Well House (ros. ВеллХаус на Ленинском) – kompleks wieżowców o przeznaczeniu mieszkalnym w Moskwie w Rosji, zlokalizowany przy prospekcie Lenina, o wysokości 162 m. Budowa budynków rozpoczęła się w 2002 roku, a zakończenie prac nastąpiło w 2010 roku, posiadają 46 kondygnacji.